# Leonard Jones
Leonard E. Jones (Chicago, 6 december 1943) is een Amerikaanse jazzcontrabassist.

## Biografie
Jones groeide op in het westen van Chicago, waar hij al vroeg muzikaal gesmeed werd. Zijn familie woonde boven de nachtclub Vi's Lounge, waar bluesmuzikanten optraden als Muddy Waters, Howlin' Wolf en Bo Diddley. Tijdens zijn militaire diensttijd in de Bondsrepubliek Duitsland verwierf hij zijn eerste contrabas en leerde hij de basisprincipes van het basspel. Na het ontslag uit het leger in 1963 keerde hij terug naar Chicago en nam hij privé-basonderricht bij Rudolph Fahsbender, contrabassist in het Chicago Symphony Orchestra, waarmee hij later zijn studies vervolgde aan het Chicago Conservatory of Music.
Tijdens deze periode ontmoette hij ook Muhal Richard Abrams, bij wie hij muziektheorie studeerde en in wiens Experimental Band hij meespeelde. In 1965 trad hij toe tot de AACM. Tot 1969 woonde hij opnieuw in Duitsland, waar hij werkzaam was als muzikant en van 1970 tot 1972 fotografie studeerde aan de Hochschule für bildende Künste Hamburg. In de zomer van 1974 keerde hij vervolgens terug naar Chicago. In 1977 kwam hij als lid van de Muhal Richard Abrams Group naar New York, waar hij tot aan zijn herhaalde terugkeer naar Duitsland in 1980 woonde. Tijdens de jaren 1980 en 1990 speelde hij o.a. met het Sun Ra Arkestra, Hank Crawford/David Fathead Newman, Dave Burrell, Lou Blackburn, Mal Waldron en Sonny Simmons.
Naast experimentele muziek en improvisatie was Jones sinds de jaren 1990 ook betrokken bij rhythm-and-blues- en gospelmuziek (met The American Gospel Caravan van Gene Conners) en theaterproducties, o.a. bij het New Yorkse Public Theater en het Theater Oberhausen. Tussen 1967 en 2009 werkte Jones mee bij 19 opnamesessies, o.a. met Oliver Lake, Henry Threadgill, Kalaparusha Maurice McIntyre, Mal Waldron, Günther Klatt, Lajos Dudas en het International Composers & Improvisers Ensemble rond George Lewis. In 2011 bracht hij het soloalbum Dialogues (JazzSick Records) uit.

## Privéleven
Leonard Jones woont tegenwoordig in Ratingen bij Düsseldorf.

## Discografie
- 1967: Muhal Richard Abrams: Levels and Degrees of Light (Delmark)
- 1977: Muhal Richard Abrams: 1- Oqa+19 (Black Saint)
- 1978: Oliver Lake: Life Dance of Is (Arista Records)
- 1979: Henry Threadgill: X-75 (Arista Records)
- 1979: Kalaparusha Maurice McIntyre Quartet: Peace and Blessings (Black Saint)
- 1980: George Lewis / Jay Clayton / Leonard Jones / Muhal Richard Abrams: Spihumonesty (Black Saint)
- 1981: Michiel van der Esch / Andreas Krieger Quartet Feat. Allan Praskin & Leonard Jones: Zig Zag (Zig Zag)
- 1987: Mal Waldron / Leonard Jones / Sangoma Everett: Our Collines's a Treasure (Black Saint)
- 1988: John C. Marshall: Compared to What (Shuttle Music)
- 1998: Lajos Dudas: Some Great Songs (Double Moon Records)
- 2000: Lajos Dudas: Talk of the Town (Challenge Records)
- 2007: ICI Ensemble and George Lewis: The Wisdom of Pearls (Pao Records)

- Gemeinsame Normdatei: 134740408
- International Standard Name Identifier: 0000 0000 4966 4247
- Library of Congress Control Number: n93025394
- MusicBrainz: d77ba273-cdee-436d-a08e-d77d5186c824
- Virtual International Authority File: 61418124